# Терор джунглів (фільм, 1946)
«Терор джунглів» (англ. Jungle Terror) — американський пригодницький бойовик режисера Джорджа Мелфорда 1946 року.
«Терор джунглів» є сиквелом до серіалу «Загроза джунглів» 1937 року.

## У ролях
- Френк Бак — Френк Uарді
- Саша Сімел — «Тигр» Ван Дорн
- Реджинальд Денні — Ральф Маршалл
- Естер Ралстон — Валері Шилдс
- Шарлотта Генрі — Дороті Елліот
- Вільям Бейкуелл — Том Беннінг
- Кларенс М'юз — Блискавка — вуличний співець
- Лерой Мейсон — Джим Мерфі
- Меттью Бетц — інспектор Старретт
- Річард Такер — Роберт Беннінг